# Нижняя Шальдиха
Нижняя Шальдиха — деревня в Путиловском сельском поселении Кировского района Ленинградской области.

## История
Впервые упоминается в Писцовой книге Водской пятины 1500 года как деревня Шельдиха на устье речки Шелдихи у Ладожского озера в Егорьевском Лопском погосте Ореховского уезда.
Затем деревня Шелдиха над озером над Ладоским упоминается в Дозорной книге Водской пятины Корельской половины 1612 года.
На карте Ингерманландии А. И. Бергенгейма, составленной по шведским материалам 1676 года, обозначена деревня Seldika.
Как деревня Салдика она нанесена на «Географическом чертеже Ижорской земли» Адриана Шонбека 1705 года.
Деревня Шелдиха упомянута на карте Ингерманландии А. Ростовцева 1727 года.
Деревня Шальдиха отмечена на карте Санкт-Петербургской губернии 1792 года А. М. Вильбрехта.
На карте Санкт-Петербургской губернии Ф. Ф. Шуберта 1834 года упоминается деревня Шельдиха, состоящая из 60 крестьянских дворов.

НИЖНЯЯ ШАЛЬДИХА — деревня принадлежит статской советнице Екатерине Юрьевой, число жителей по ревизии: 108 м. п., 134 ж. п. (1838 год)

Деревня Шельдиха из 60 дворов отмечена на карте профессора С. С. Куторги 1852 года.

ШАЛЬДИХА НИЖНЯЯ — деревня госпожи Юрковой, по почтовому тракту, число дворов — 59, число душ — 120 м. п. (1856 год)

Число жителей деревни по X-ой ревизии 1857 года: 118 м. п., 134 ж. п..

НИЖНЯЯ ШЕЛЬДИХА — деревня владельческая при Ладожском озере, канале и речке Шельдихе, число дворов — 72, число жителей: 143 м. п., 154 ж. п.;
 
Часовня православная. Почтовая станция. (1862 год)

В 1867 году крестьянка села Путилово Ольга Огурешникова, купила у князя Урусова участок земли при деревне Нижняя Шальдиха площадью 1 десятина.
В 1871 году 1442 десятины земли при деревне Нижняя Шельдиха за 6400 рублей приобрёл купец И. Ф. Кукеков.
Согласно подворной переписи 1882 года в деревне проживали 66 семей, число жителей: 163 м. п., 175 ж. п.; разряд крестьян — собственники земли, а также пришлого населения 56 семей (139 м. п., 135 ж. п.); лютеране: 2 м. п., 3 ж. п..
Согласно данным первой переписи населения Российской империи:

ШАЛЬДИХА НИЖНЯЯ — деревня, православных — 588, мужчин — 300, женщин — 297, обоего пола — 597. (1897 год)

В конце XIX — начале XX века деревня административно относилась к Путиловской волости 1-го стана Шлиссельбургского уезда Санкт-Петербургской губернии.
По данным «Памятной книжки Санкт-Петербургской губернии» за 1905 год деревня называлась Нижняя Шельдиха.
С 1917 по 1923 год деревня Нижняя Шальдиха входила в состав Путиловской волости Шлиссельбургского уезда.
Согласно военно-топографической карте Петроградской и Новгородской губерний издания 1921 года деревня называлась Шельдиха и находилась на реке Шельдиха.
С 1923 года в составе Горно-Шальдихинского сельсовета Путиловской волости Ленинградского уезда.
Согласно данным переписи населения СССР 1926 года в деревне Шальдиха Нижняя проживали 627 человек — все русские, за исключением одного эстонца.
С февраля 1927 года в составе Мгинской волости, с августа 1927 года в составе Мгинского района.
С 1928 года в составе Путиловского сельсовета.
По данным 1933 года деревня Нижняя Шальдиха входила в состав Путиловского сельсовета Мгинского района.

План деревни Нижняя Шальдиха. 1941 год

Согласно топографической карте РККА 1941 года деревня называлась Нижняя Шельдиха и насчитывала 127  дворов. В деревне размещалась почтово-телеграфная станция. В центре деревни находилась церковь.
С 1960 года в составе Волховского района.
В 1961 году население деревни Нижняя Шальдиха составляло 567 человек.
По данным 1966 и 1973 годов деревня Нижняя Шальдиха также находилась в подчинении Путиловского сельсовета Волховского района.
По данным 1990 года деревня Нижняя Шальдиха входила в состав Путиловского сельсовета Кировского района.
В 1997 году в деревне Нижняя Шальдиха Путиловской волости проживали 33 человека, в 2002 году — 85 человек (все русские).
В 2007 году в деревне Нижняя Шальдиха Путиловского СП — 39.

## География
Деревня расположена в северной части района на автодороге 41К-127 (Шлиссельбург — Назия), к северу от центра поселения, села Путилово.
Расстояние до административного центра поселения — 2 км.
К югу от деревни проходит автодорога Р21 (E 105) «Кола» (Санкт-Петербург — Петрозаводск — Мурманск).
Находится в месте впадения реки Рябиновка в Староладожский канал.

## Демография
| 1862 | 1897 | 2007 | 2010 | 2017 |
| ---- | ---- | ---- | ---- | ---- |
| 297  | ↗597 | ↘39  | ↗99  | ↘89  |

## Улицы
Бешлотская, Западная, Новоладожский канал, Петровская, Староладожский канал.